# Fenjan Albalad
Fenjan Albalad (en arabe : فنجان البلد, littéralement La Coupe de patrie) est une série télévisée critique et satirique de Palestine, créée et réalisée par Abdulrahman Daher. La série a été créée en 2013 et comprend 3 saisons avec un total de 60 épisodes autonomes, filmés en Palestine et en Jordanie. Un certain nombre d’acteurs palestiniens et arabes figurent dans cette série, et certains segments de l'émission sont archivés à la Bibliothèque nationale de Jordanie,.

## Saisons de la série

### En Palestine
La première saison a été tournée en Palestine en 2013 et diffusée sur la chaîne jordanienne Roya TV. Cette saison a suscité beaucoup de controverses en raison de son approche politique audacieuse et de ses critiques acerbes des dossiers de corruption au sein de l’Autorité palestinienne. Cela a conduit à des poursuites judiciaires et à des restrictions sur la société de production en raison du contenu sensible de la série, ce qui a incité le réalisateur et scénariste Abdulrahman Daher et son équipe à déménager en Jordanie pour produire les saisons suivantes,,.

### En Jordanie
La deuxième saison a été tournée en Jordanie en 2014 et diffusée sur Roya TV. Cette saison a suscité une controverse et une réaction violente de la part de l'Autorité palestinienne, ce qui a conduit à la fermeture temporaire du bureau de Roya TV à Ramallah en réponse à la diffusion de contenus jugés offensants pour le gouvernement palestinien, En raison de cette pression, Roya TV n'a pas pu produire la troisième saison,.
En 2015, le réalisateur Abdulrahman Daher a signé un contrat avec le réseau de télévision Al Araby (Londres) pour produire et diffuser la troisième saison. Certains épisodes ont suscité la controverse après leur diffusion en raison de leur contenu critique et audacieux, et l'Autorité palestinienne a arrêté le réalisateur Abdulrahman Daher cinq ans plus tard, en 2020, à son retour en Palestine, accusé d'avoir insulté l'Autorité palestinienne par le biais de la production télévisée. Son procès public a reçu une large couverture médiatique et a suscité des appels à sa libération de la part d'activistes, de journalistes et de défenseurs des droits humains, ce qui a finalement conduit à son acquittement en 2022 après une bataille juridique de deux ans,.

## Tableau des saisons
| Saison | Épisodes | Emplacement | Réalisateur       | Acteurs | Sociétés de production                         | Chaîne      | Réf.   |
| ------ | -------- | ----------- | ----------------- | --- | ---------------------------------------------- | ----------- | ------ |
| 2013   | 30       | Palestine   | Abdulrahman Daher | Abdulrahman Daher, Mahmud Rizik, Abdullah Nukhaili, Musa Allawi, Reem Sharha, Lama Rabah, et Saleh Hamad.                                              | Fenjan Albalad Production et Wattan Production | Roya TV     | [ 12 ] |
| 2014   | 15       | Jordanie    | Abdulrahman Daher | Abdulrahman Daher, Mahmud Rizik, Munther Khalil, Khalil Mustafa, Anwar Khaleel, Yasmin Dalw, Yehya Ibrahim, Osama Kanaan, Seem Mahasnah, Fahed Hiwwadi | Fenjan Albalad Production                      | Roya TV     | [ 13 ] |
| 2015   | 15       | Jordanie    | Abdulrahman Daher | Abdulrahman Daher, Mahmud Rizik, Ola Yaseen, Abdulla Nukhaili, Yasmin Dalw, Yehya Ibrahim, Osama Kanaan, Fahed Hiwwadi                                 | Fenjan Albalad Production                      | Al Araby TV | [ 14 ] |